# Paulino Uzcudun
Paulino Uzcudun Eizmendi (ur. 3 maja 1899 w Errezil, zm. 5 lipca 1985 w Madrycie) – hiszpański bokser wagi ciężkiej.
Był Baskiem. Rozpoczął karierę zawodowego boksera w 1923, a już w następnym roku został zawodowym mistrzem Hiszpanii w wadze ciężkiej. 18 maja 1926 w Barcelonie pokonał na punkty Erminio Spallę z Włoch i został zawodowym mistrzem Europy w tej kategorii wagowej.
W 1927 wyjechał do Stanów Zjednoczonych, gdzie pokonał takich pięściarzy, jak Tom Heeney (z którym również zremisował) i Harry Wills, którego znokautował w 4. rundzie, a przegrał z Jackiem Delaneyem i George'em Godfreyem. 7 lipca 1928 pokonał w obronie tytułu europejskiego Ludwiga Haymanna, ale w styczniu następnego roku został go pozbawiony za brak walki w jego obronie. W 1928 wygrał również z mistrzem olimpijskim z 1924 Ottonem von Poratem.
Gdy Gene Tunney zrezygnował w 1929 z tytułu zawodowego mistrza świata, do walki o ten pas zostali wyznaczeni czterej bokserzy: Jack Sharkey, Max Schmeling, Young Stribling i Uzcudun. 27 czerwca tego roku na Yankee Stadium Schmeling pokonał Uzcuduna na punkty (a następnie wygrał z Sharkeyem zostając nowym mistrzem świata). W 1930 Uzcudun wygrał ponownie z von Poratem, ale pokonał go niejednogłośnie Primo Carnera. W 1931 pokonał Maksa Baera, lecz przegrał z Tommym Loughranem. Następny rok nie był dla Uzcuduna udany, ponieważ pokonali go King Levinsky, Mickey Walker i Ernie Schaaf.
13 maja 1933 w Madrycie Uzcudun odzyskał tytuł mistrza Europy wygrywając z Pierre’em Charles’em z Belgii. 22 października tego roku w Rzymie spróbował zdobyć tytuł zawodowego mistrza świata wagi ciężkiej, ale obrońca pasa Primo Carnera pokonał go na punkty. Uzcudun utracił wówczas tytuł mistrza Europy. Później stoczył tylko trzy walki. W 1934 zremisował z Maksem Schmelingiem, a w 1935 najpierw z nim przegrał, a 13 grudnia w Madison Square Garden w Nowym Jorku znokautował go w 4. rundzie Joe Louis. Była to ostatnia walka bokserska Uzcuduna.
Uzcudun nie był bokserem o wysokiej technice. Walczył głównie w zwarciu, bijąc w głowę i w tułów. Był natomiast odporny na ciosy przeciwników.
Był zwolennikiem reżimu Francisca Franco. Należał do Falangi. W 1976 został sparaliżowany. Cierpiał na arteriosklerozę i musiał poruszać się o kulach. Zmarł w 1985 w Madrycie.